# دانشگاه پپرداین
دانشگاه پپرداین (به انگلیسی: Pepperdine University)، از دانشگاه‌های خصوصی در کالیفرنیا به حساب می‌آید. این دانشگاه در شهر ملیبو، کالیفرنیا واقع است.

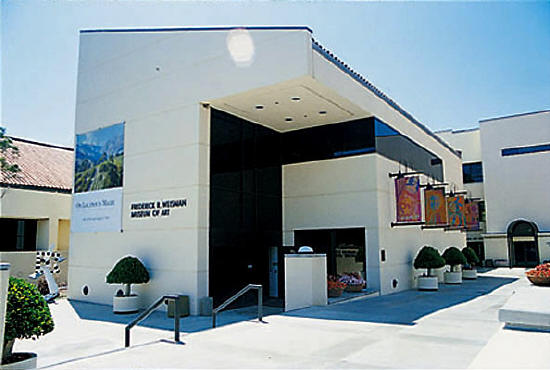